# 高千穂警察署
高千穂警察署（たかちほけいさつしょ）は、宮崎県警察所管の警察署である。

## 所管区域
- 西臼杵郡
  - 高千穂町
  - 日之影町
  - 五ヶ瀬町

## 所在地
- 宮崎県高千穂町三田井1200番地1

## 交番
- 三田井交番（西臼杵郡高千穂町大字三田井800番地24）

## 駐在所
- 岩戸駐在所（西臼杵郡高千穂町大字岩戸800番地1）
- 上野駐在所（西臼杵郡高千穂町大字上野564番地6）
- 河内駐在所（西臼杵郡高千穂町大字河内46番地6）
- 鞍岡駐在所（西臼杵郡五ヶ瀬町大字鞍岡5992番地3）
- 五ヶ瀬駐在所（西臼杵郡五ヶ瀬町大字三ヶ所10723番地2）
- 高松駐在所（西臼杵郡日之影町大字七折14484番地3）
- 八戸駐在所（西臼杵郡日之影町大字七折1946番地5）
- 日之影駐在所（西臼杵郡日之影町大字七折8953番地7）